# شون یوشیدا
شون یوشیدا (ژاپنی: 吉田 舜؛ زادهٔ ۲۸ نوامبر ۱۹۹۶) یک بازیکن فوتبال اهل ژاپن است.
از باشگاه‌هایی که در آن بازی کرده‌است می‌توان به باشگاه فوتبال تسپاکوستاسو گونما و باشگاه فوتبال اوئیتا ترینیتا اشاره کرد.